# Ари Папель
Мануэл Давид Афонсу (порт. Manuel David Afonso; род. 3 марта 1994, Ангола) — ангольский футболист, который играет на позиции нападающего или полузащитника. В настоящее время выступает в Чемпионате Ливии по футболу, где играет за футбольный клуб «Аль-Ахдар». Также известен под псевдонимом Ари Папель.

## Биография
В сезоне 2018—2019 играл за футбольный клуб Анголы «Примейру ди Агошту», после выступления за «Спортинг» в Чемпионате Португалии по футболу.
7 октября 2020 года саудовский футбольный клуб «Аль-Таавун» объявил, что Ари Папель присоединится к ним на два года. Три недели спустя он перешёл в египетский клуб «Исмаили».

### Международные результаты
В результатах матчей первым указан счёт голов сборной Анголы.
| Нумерация | Дата            | Стадион                                         | Соперник | Счёт | Результат | Соревнование                                    |
| --------- | --------------- | ----------------------------------------------- | -------- | ---- | --------- | ----------------------------------------------- |
| 1.        | 15 октября 2014 | Стадион 11 ноября, Луанда, Ангола               | Лесото   | 2-0  | 4-0       | Кубок африканских наций 2015                    |
| 2.        | 21 июня 2015    | Сомхлоло, Лобамба, Эсватини                     | Эсватини | 2-0  | 2-2       | Чемпионат африканских наций 2016 (квалификация) |
| 3.        | 17 октября 2015 | Рэнд, Йоханнесбург, Южно-Африканская Республика | ЮАР      | 2-0  | 2-0       | Чемпионат африканских наций 2016 (квалификация) |
| 4.        | 25 января 2016  | Амахоро, Кигали, Руанда                         | Эфиопия  | 1-0  | 2-1       | Чемпионат африканских наций 2016                |
| 5.        | 25 января 2016  | Амахоро, Кигали, Руанда                         | Эфиопия  | 2-0  | 2-1       | Чемпионат африканских наций 2016                |